# Plankstek
Plankstek är en internationell maträtt med många varianter. I Sverige lanserades en version av plankstek av Tore Wretman efter en studieresa på den amerikanska västkusten. 
Wretman publicerade i sin kokbok "Ur främmande grytor" 1953 recept på Planked fish och Planked steak som han bland annat serverade på Stallmästargården. Wretman skrev i sin bok Mat & minnen (1991) att han ångrade att han lanserade idén i Sverige, eftersom receptet snabbt, och med varierande kvalitet, kopierades av andra restauranger. Det ledde till att Wretman inte ville bli förknippad med rätten och därför slutade servera den på sina restauranger.
I Sverige består maträtten oftast av en stekt köttbit, som fläskfilé, oxfilé, entrecôte, eller kalvkött marinerat i rödvin, kryddat med paprika, vitpeppar och svartpeppar. Till rätten hör grönsaker och  duchessepotatis som gratineras i ugn på en träplanka. Till garnityr serveras det smörstekta morötter, stekt tomat, kokt blomkål, baconlindad sparris, och stekta champinjoner med vitlökssmör. Grönsakerna kan tillagas med en redning av grädde och/eller crème fraîche. Köttet serveras med sås, till exempel pepparsås eller bearnaisesås. 
Rätten var som mest populär under 1970-talet. Ursprungligen var plankan gjord av hickory men numera tillverkas den av ek, som har bättre hållbarhet.

## Danmark
I Danmark består en plankstek, plankebøf, som regel av en färsbiff som gratineras och serveras på träplanka med potatismos och grönsaker.  Rätten är särskilt förknippad med Bornholm och ses som en sommarrätt.

## Ungern
I Ungern serveras mat på planka under namnet fatányéros.

## USA
I USA går rätten under namnet ”planked steak”. Ett recept på att tillaga fisk med hjälp av en körsbärsträplanka återfinns i Charles Ranhofers kokbok The Epicurean från år 1894.